# Rudravarman IV
Rudravarman IV est le premier roi de la XIe Dynastie du royaume de Champā qui règne vers 1145 à 1147

## Contexte
Après la conquête du royaume de Champa par les troupes de l'empire Khmer de Suryavarman II et la disparition du roi Jaya Indravarman III. Le souverain Khmer établit comme vice-roi sur le nord de la contrée son beau-frère le prince Harideva
Les Chams refusant la domination khmère se regroupent autour d'un prince sans doute issu d'une précédente dynastie qui se proclame roi sous le nom de « Rudravaman IV » . S'il est consacré, il ne règne jamais véritablement car il se réfugie dans le Panduranga où il maintient sa précaire souveraineté jusqu'à sa mort vers 1147. Il a comme successeur son fils Jaya Harivarman Ier qui dans ses inscriptions évoque ses parents et précise que le nom posthume de son père est « Brahmaloka » et que se mère se nommait la reine Pramasundradevi

## Source
- Georges Maspero “Le Royaume De Champa.” T'oung Pao Chapitre VII (suite) , Second Series, Vol. 12, No. 3 (1911) p. 291-315 (25 pages)JSTOR, www.jstor.org/stable/4526131. Consulté le 30 décembre 2020.